# 森谷尅久
森谷 尅久（もりや かつひさ、1934年9月23日- 2019年10月2日）は、日本史学者、武庫川女子大学名誉教授。

## 人物・来歴
京都市出身。1957年立命館大学文学部卒、64年同大学院文学研究科修士課程修了。大津市史編纂委員、京都市史編纂所員、京都大学人文科学研究所講師、1982年京都市歴史資料館初代館長。武庫川女子大学教授、2005年定年、名誉教授。京都文化に関する著作多数。

## 著書
- 『京都の記録 第2巻 町のかたち』撮影:中川邦昭 時事通信社 1974
- 『京医師の歴史 日本医学の源流』講談社現代新書　1978
- 『上洛 政治と文化』角川書店 季刊論叢日本文化 1979
- 『滝沢馬琴 化政期文人の周辺』日本を創った人びと 平凡社 1979
- 『花風 形とこころ』大阪書籍 朝日カルチャーブックス 1985
- 『「花」が語る日本史』河出書房新社 1997
- 『地名で読む京の町』PHP新書　2003　『京都を楽しむ地名・歴史事典』PHP文庫 2011
- 『京都はじまり物語』東京堂出版 2013

### 共編著・監修
- 『日本庶民文化史料集成 第9巻 遊び』責任編集:松田修, 森谷,吉田光邦 三一書房 1974
- 『江戸時代図誌 1-2 京都』林屋辰三郎共編 筑摩書房 1975-76
- 『江戸時代図誌 8 奥州道 2』編 筑摩書房 1977
- 『町衆から町人へ』編著 日本放送出版協会 放送ライブラリー 1978
- 『明治大正図誌 第10巻　京都』梅棹忠夫共編　筑摩書房 1978
- 『京の川』山田光二共著 角川選書 1980
- 『京都千年 8　くらしと年中行事 古都の歳時記』編 講談社 1984
- 『京都千年 5　町と道 洛中・京の辻』編 講談社 1984
- 『文化複合体としての京都』吉田光邦共編 至文堂『国文学解釈と鑑賞別冊』1985
- 『京都歳時記』宗政五十緒共編 淡交社 1986
- 『年表日本歴史 5　江戸後期 1716～1867』村井益男共編　筑摩書房 1988
- 『図説日本の歴史 26　図説京都府の歴史』責任編集　河出書房新社 1994
- 『食の名言辞典』平野雅章、服部幸應,田中静一共編著 東京書籍 1994
- 『京都の祭り暦』編 中田昭写真 小学館 2000
- 『洛中洛外図大観 国宝上杉家本 新装新訂版』石田尚豊,内藤昌共監修 小学館 2001
- 『京都暮らしの大百科 まつり・伝承・しきたり12カ月』梅原猛,市田ひろみ共監修 横山健蔵写真 淡交社 2002
- 『京都・滋賀かくれ里を行く』木村至宏共監修 淡交社 2005
- 『京都「地理・地名・地図」の謎 意外と知らない"古都"の歴史を読み解く!』監修 実業之日本社じっぴコンパクト新書 2010　『地図に秘められた「京都」歴史の謎』じっぴコンパクト文庫
- 『〈時代順〉京都歩き 図説 観光名所から一〇〇〇年の流れがよくわかる!』監修 PHP研究所 2012
- 『身につけよう!日本人のおもてなしの心』編著 ロングセラーズ 2013　『日本人の「おもてなし」はなぜ世界一と言われるのか』ロング新書

## 論文
- <森谷尅久